# Manson Guitar Works
Manson Guitar Works è un marchio di chitarre di liuteria inglese, prodotte dai fratelli Hugh e Andy Manson, attivi dagli anni '70, tra i più noti e richiesti liutai del mondo.
Le chitarre Manson sono particolarmente note per essere le chitarre utilizzate dal frontman della rock band inglese Muse, Matthew Bellamy: il musicista, infatti, ha un gran numero di Manson tra cui quasi tutte sono state fatte apposta per lui. Bellamy, nel 2001, ha chiesto a Hugh Manson di creare una chitarra che "avesse il suono di una Gibson col P-90 e avesse la forma di una Fender Telecaster". Inoltre gli chiese di inserire all'interno del circuito della chitarra effetti particolari come il Fuzz Factory, gestibile tramite una manopola sul body, o come il Digitech Whammy, utilizzabile dalla chitarra grazie ad un controller MIDI a striscia (MIDI Strip Controller) o un Touch Pad MIDI (MIDI XY controller), capace inoltre di gestire il Kaoss Pad direttamente dalla chitarra.
Una delle sue chitarre, la Manson 007, ha addirittura montato lo Z.Vex Wah Probe, gestibile tramite una lastra di rame applicata sul corno della chitarra che funziona come un Theremin, infatti muovendo la mano davanti all'accessorio cambia l'apertura del suono.
Inoltre praticamente tutte le sue Manson hanno montato al manico il Fernandes Sustainer, oppure nelle chitarre costruite nel 2015, il Sustainiac.

## Clienti famosi
- Matthew Bellamy (Muse)[2] - possiede molte chitarre Manson, i suoi modelli signature, cioè gli MB-1, MB-1S, DL-1 e MB-2E, e le chitarre che utilizza durante i live come la Matt Black, la Red Glitter, la Mirror, la DeLorean, la Black MIDI, la 007, la Casinocaster Doubleneck, la Bomber, la Ali Top, la Keytarcaster, la Black 7-String ecc...
- Jimmy Page (Led Zeppelin)[3] - possiede in particolare una chitarra a tre manici
- John Paul Jones (Led Zeppelin, Them Crooked Vultures)[2] - possiede un suo modello signature, vari bassi da 4, 5, 8, 10 o 12 corde, e un basso lap steel
- Dave Grohl (Foo Fighters, Nirvana)[2] - possiede un modello custom
- Mike Kerr (Royal Blood)[2] - possiede un basso custom
- Seasick Steve[2] - possiede una particolarissima chitarra fatta con i resti di un purificatore d'aria Ford
- Ian Anderson (Jethro Tull)[3]
- Martin Barre (Jethro Tull)[3]
- Andy Summers (The Police)